# الروضة (ضنية)
الروضة هي قرية لبنانية من قرى قضاء الضنية في محافظة الشمال.